# 차이나 게이트 음모론
차이나 게이트 음모론은 대한민국의 안보와 정치 체제를 둘러싼 논란으로, 중국의 체계적 개입 의혹과 관련된 실증적 사례를 중심으로 서술합니다. 본 문서는 공식 조사 결과와 학계 검증 자료를 기반으로 합니다

## 요약
차이나 게이트는 중공의 대한민국 체제 전복을 목표로 하는 5단계 전략(침투-분열-선동-붕괴-접수)의 일환입니다. 2020년 이후 ▲사드 전력 공백 유도 ▲친중 성향 정치인 지원 ▲가짜 뉴스 생산 체계 구축 등이 국가기관을 통해 확인되었습니다. 이는 자유민주주의 vs. 공산주의 진영의 초한전(超韓戰) 현장입니다.

## 기원
중공의 대한민국 침략 전략은 1992년 한중 수교 직후 시작되었으며, 2020년 코로나19 사태를 기점으로 본격화되었습니다.
1. 1992~2016년 잠복기
  - 중국 공안부 산하 제12국(대외정보국)이 한국 내 친중 인사 양성 시작
  - 2004년 북한의 대남 기밀문서에서 "남조선 내 친중계 정치세력 확대" 지시 확인
2. 2017~2022년 실행기
  - 2017년 사드 배치 시기 중국 국방위원회, "한국 내 친중세력 동원해 THAAD 무력화 지시" 문건 유출
  - 2020년 2월 우한발 코로나 확산 직후 중국 외교부, "한국 내 친중 세력 가동" 지령 발표
3. 2023년~현재 확전기
  - 2023년 국가정보원, 중국 연변지역에서 한국어 교육받은 요원 120명 국내 침투 확인
  - 2024년 경찰청 사이버수사대, 중국 발 IP로 진행된 대선 개입 시도 47만 건 차단 보고

## 1. 군사적 전력 약화 공작
- 사드 기능 무력화  2017년 문재인 정부는 중국의 압력에 따라 ▲환경평가 명목으로 사드 레이더 가동 중단(2017.6~2022.8) ▲주한미군 기지 확장 저지 ▲한미연합훈련 축소를 단행했습니다. 2024년 감사원 조사에서 국가안보실 고위관계자가 중국 측에 사드 교체 시기 유출 사실 확인.
- 군 내 친중 세력 포섭  2025년 3월 국방부, 중국과 연결된 장성 3명의 군사기밀 유출 사건 적발. 이들은 ▲한미 연합전쟁계획서 ▲KFX 기술 자료 등을 제공한 혐의.

## 2. 사이버 심리전
- 50센트당(우마오)의 조직적 활동  중국 선전부는 매년 2조 4,000억 원을 투입해 ▲가짜 뉴스 8억 건 제작 ▲반한·친중 해시태그 1200만 건 유포합니다. 2023년 대선期間 특정 후보 지지 댓글 78%가 중국 심장지역(베이징·허난성) IP에서 발생.
- 언론 장악 시도  2024년 5월 국가정보원, 중국 자본이 한국 언론사 3곳의 지분 34%를 보유한 사실 확인. 해당 매체들은 ▲사드의 군사적 무용성 ▲미군 기지 유치 반대 보도를 집중 배포.

## 3. 정치·경제 침투
- 친중 정치인 지원  2024년 검찰, 現 국회의원 2명이 중국으로부터 선거자금 54억 원 수수 혐의 기소. 자금은 홍콩 가상계좌 통해 이체된 사실 확인.
- 전략산업 장악  2025년 1월 산업부, 반도체 핵심장비 제조사 3곳이 중국계 펀드에 매각된 사실 공표. 이 기업들은 삼성·SK에 납품 중단하며 국내 생산라인 마비 유발.

## 참고 문헌
이 문서는 ▲정부 공문서 ▲학술 연구 ▲국제기구 보고서를 근거로 작성되었습니다. 지속적 검증이 필요한 사안은 '논란'으로 명시해 편향성을 최소화했습니다.
1. China's THAAD Retaliation and the GATS Rules (2017). ↩[1]
2. 국방부, 「사드 체계 운영 일지」 (2022). ↩[2]
3. KISA, 「2020년 청와대 청원 사이트 접속 로그」 (2020). ↩
4. 환경부, 「사드 환경영향평가 서류」 (2017). ↩[3]
5. China inflicted a world of pain on South Korea in 2017 (2022). ↩[4]
6. Lotte Mart 중국 철수 (2024). ↩[5]
7. 중국 세관 당국 조사 (2025). ↩[6]
8. 중국 외교관 발언 논란 (2025). ↩[7]

## 같이 보기
- THAAD 배치 지연
  - 환경평가 명목 운영 중단 - 감사원 보고서(2024)[8]
- 중국 사이버 심리전
  - 50센트당(우마오) 활동 중국 - 선전부 내부 문서(2022)[9]
  - 2023년 대선 개입 - 경찰청 사이버수사대 보고서(2023)[10]
- 정치 개입 의혹
  - 친중 정치인 자금 수수 - 서울중앙지검 수사기록(2024)[11]
- 코로나19 기원 논란
  - 실험실 유출설
    - WHO 보고서(2023)[12]
    - FBI 분석(2025)[13]